# Франк Охандза
Франк Охандза (фр. Franck Ohandza, нар. 28 вересня 1991, Нгонг) — камерунський футболіст, нападник. На даний момент вільний агент.

## Клубна кар'єра
Народився 28 вересня 1991 року. Вихованець футбольної школи клубу «Дага Янг Старз».
У дорослому футболі дебютував 2011 року виступами за таїландську команду «Бурірам Юнайтед», і в першому ж сезоні створив атакувальну зв'язку з ганцем Франком Ачимпонгом і з 19 голами став найкращим бомбардиром чемпіонату і допоміг команді виграти національний чемпіонат, кубок та кубок ліги. У сезоні 2012/13 був в оренді в німецькому клубі «Гройтер» з Бундесліги, проте на поле так і не вийшов.
2013 року уклав контракт з грецьким клубом «Іракліс Псахна» з другого за рівнем дивізіону країни, у складі якого провів наступний рік своєї кар'єри гравця.
З 2014 року один сезон захищав кольори хорватського «Сесвете» з Другої ліги. В новому клубі був серед найкращих голеодорів, відзначаючись забитим голом в середньому щонайменше у кожній другій грі чемпіонату.
Влітку 2015 року став гравцем «Хайдука» (Спліт). Всього встиг відіграти за сплітську команду 50 матчів в національному чемпіонаті.
У 2018–19 роках виступав у чемпіонаті Китаю в клубах «Шеньчжень» і «Хенань Цзяньє».

## Виступи за збірну
2011 року залучався до складу молодіжної збірної Камеруну, разом з якою став фіналістом юнацького чемпіонату Африки. На молодіжному рівні зіграв у 12 офіційних матчах, забив 8 голів.

## Досягнення

### Клубні
- Чемпіон Таїланду: 2011
- Володар Кубка Таїланду: 2011
- Володар Кубка таїландської ліги: 2011

### Індивідуальні
- Найкращий бомбардир чемпіонату Таїланду: 2011 (19 голів)[5]